# Bureau ...
Bureau ... is een Nederlands televisieprogramma dat wordt uitgezonden door RTL 4 en dat ook te bekijken is via streamingsdienst Videoland. Het programma wordt gemaakt en gepresenteerd door Ewout Genemans.
In de serie volgt Genemans de politie van een stad tijdens hun dagelijkse werkzaamheden. De eerste serie werd opgenomen bij Bureau Burgwallen in het centrum van Amsterdam. Na het succesvolle eerste seizoen in 2019 volgde er series respectievelijk in Eindhoven, Den Haag, Arnhem en Rotterdam. Op 22 december 2023 werd het zesde seizoen aangekondigd, dat in het voorjaar van 2024 wordt opgenomen in Maastricht. Het zevende seizoen werd na gissen op een Instagram-post van Genemans, bevestigd dat het in 2025 in de stad Utrecht gaat plaatsvinden.

## Seizoenen
| Seizoen | Titel             | Locatie                 | Afleveringen | Uitzendingen            |
| ------- | ----------------- | ----------------------- | ------------ | ----------------------- |
| 1       | Bureau Burgwallen | Amsterdam               | 8            | vanaf 4-11-2019         |
| 2       | Bureau 040        | Eindhoven               | 16           | 2020                    |
| 3       | Bureau Hofstad    | Den Haag & Scheveningen | 8            | 12-10-2021 – 23-11-2021 |
| 4       | Bureau Arnhem     | Arnhem                  | 9            | 11-10-2022 – 14-12-2022 |
| 5       | Bureau Rotterdam  | Rotterdam               | 9            | 10-10-2023 – 5-12-2023  |
| 6       | Bureau Maastricht | Maastricht              | 9            | 22-10-2024 – 17-12-2024 |
| 7       | 'Bureau Utrecht'  | Utrecht                 | n.n.b.       | wordt verwacht in 2025  |

## Prijzen
In januari 2024 wist het programma een Zapp Award te winnen in de categorie Beste familieprogramma.